# Opconommula
Opconommula is een geslacht van hooiwagens uit de familie Pyramidopidae.
De wetenschappelijke naam Opconommula is voor het eerst geldig gepubliceerd door Roewer in 1949. 

## Soorten
Opconommula is monotypisch en omvat slechts de volgende soort:
- Opconommula spinosa